# En skugga blott
En skugga blott är en kriminalroman av Maria Lang (pseudonym för Dagmar Lange), utgiven första gången 1952 på bokförlaget Norstedts. Romanen har översatts till danska, norska och finska.